# Teodor Geršak
Teodor Geršak, slovenski obramboslovec in politik, * 24. januar 1943, Maribor.
Bil je predavatelj na katedri za obramboslovje FSPN oz. za SLO in DS (splošno ljudsko obrambo in družbeno samozaščito) na FSPN, FS in FF v Ljubljani. Vojaški analitik, strokovnjak za obveščevalno dejavnost in oborožitev. Ima čin polkovnika? Slovenske vojske.
Med 20. marcem 1997 in 2. aprilom 1998 je bil državni sekretar Republike Slovenije na Ministrstvu za obrambo Republike Slovenije.